# Dryden Flight Research Center

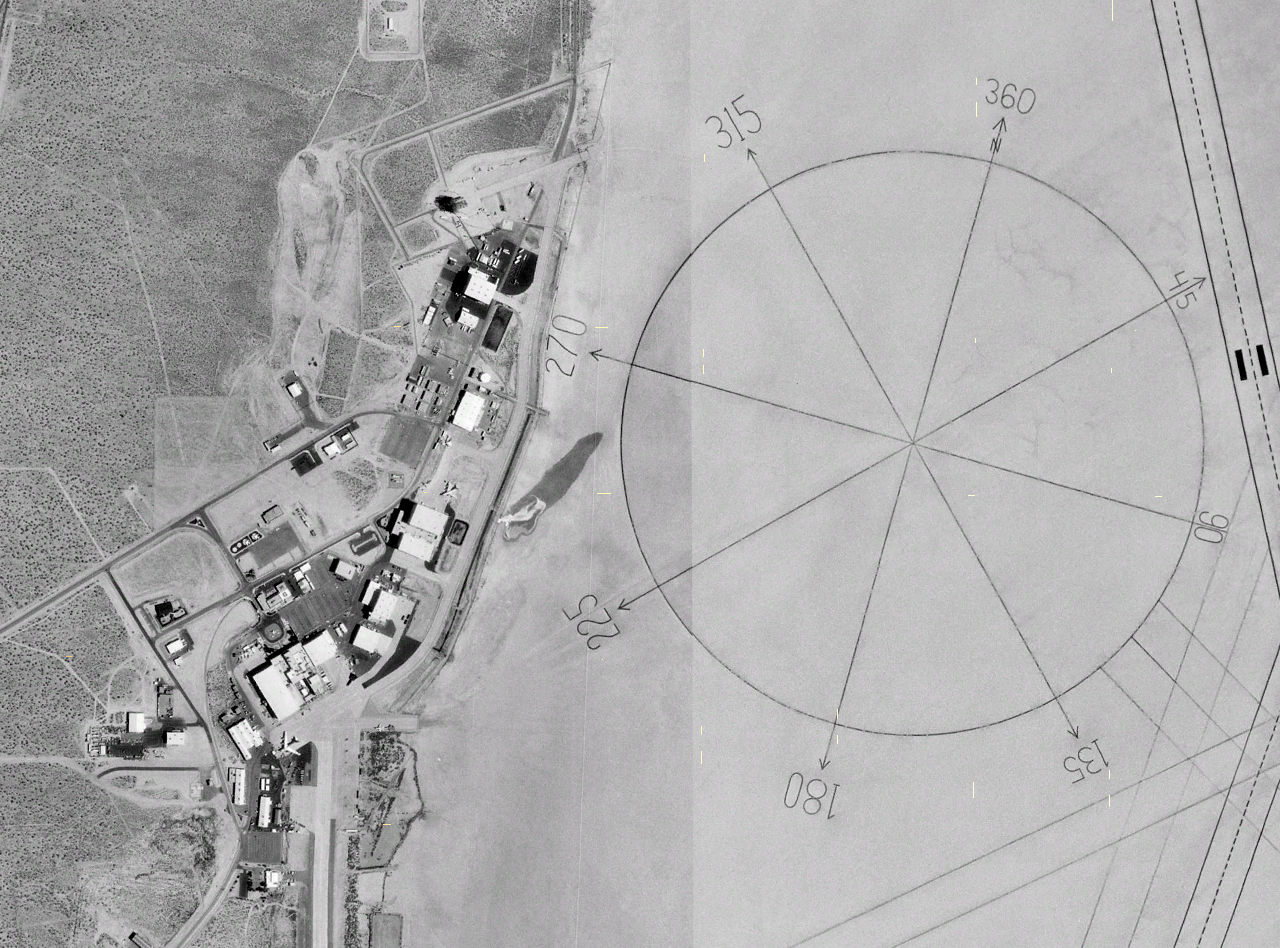
Immagine satellitare del centro di ricerche Dryden, con incisa la più grande rosa dei venti del mondo

Il Dryden Flight Research Center è un centro di ricerca NASA in cui ci si occupa dello studio e della costruzione di velivoli oltre che di ricerche atmosferiche. Il centro è situato nella Base Aerea Edwards in California.
Il Dryden è il più importante dei centri di ricerca della NASA sul volo aereo militare e aerospaziale.
La base aerea veniva inoltre usata come centro di atterraggio per gli Space Shuttle.
Il nome gli venne dato il 26 marzo 1976, in onore al Dr. Hugh Latimer Dryden, studioso di aerodinamica e già Direttore del National Advisory Committee for Aeronautics (NACA) nel periodo compreso tra il 1947 e l'ottobre 1958, anno in cui divenne Direttore Associato della National Aeronautics and Space Administration (NASA), l'ente che sostituì il NACA.
Il centro è sempre stato la sede di sviluppo dei progetti sugli aeroplani sperimentali della serie X svolti dalla NASA.
Dal 1 Marzo 2014 è stato ribattezzato NASA Neil A. Armstrong Flight Research Center (AFRC)